# Constance Mayer

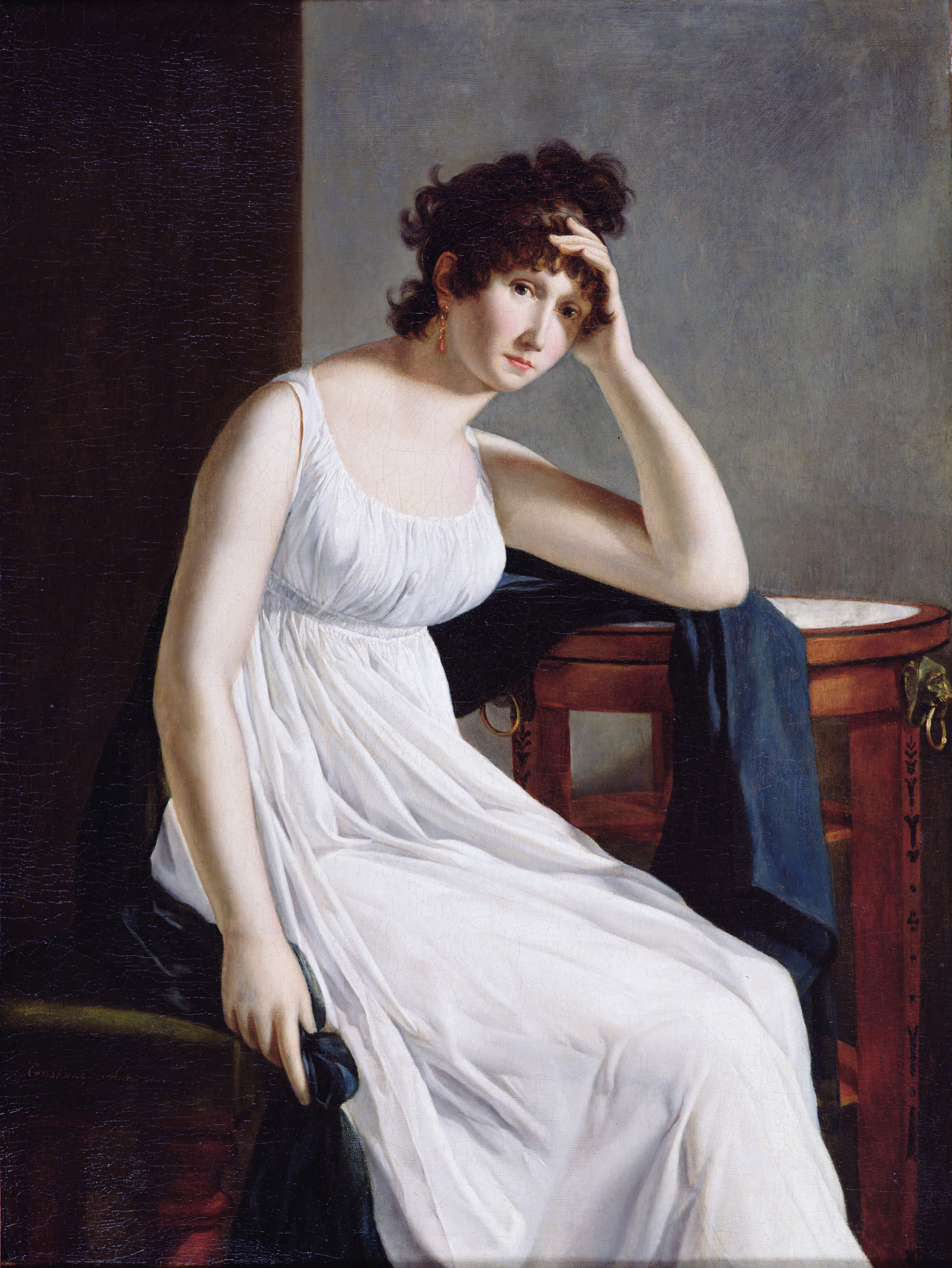
Selbstporträt, 1801

Marie-Françoise Constance Mayer-La Martinière, besser bekannt als Constance Mayer (* 9. März 1775 in Chauny, Picardie; † 26. Mai 1821 in Paris) war eine französische Malerin.

## Leben
Mayer war Schülerin des Malers Jean-Baptiste Greuze. Mit zwanzig Jahren wurde sie 1795 bei der ersten Ausstellung des Pariser Salons angenommen und auch in den nächsten Jahren stellte sie regelmäßig aus.

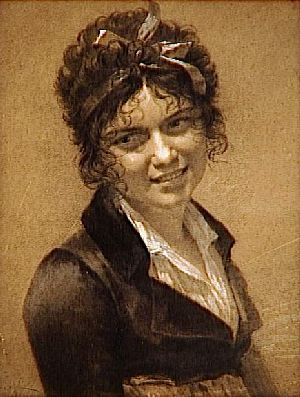
Pierre Paul Prud’hon: Marie-Françoise Constance Mayer-La Martinière, 1804

Um 1798 lernte sie den Maler Pierre Paul Prud’hon kennen und wurde seine Schülerin. Sie unterstützte den etwas geschäftsuntüchtigen Maler finanziell und verliebte sich später auch in ihn. Als dessen Frau 1800 in eine geschlossene Anstalt gekommen war, kümmerte sie sich um Prud’hons Kinder, führte ihm z. T. den Haushalt und knüpfte für ihn wichtige Kontakte zum Kaiserhof. Dass Prud’hon als Zeichenlehrer für Kaiserin Marie-Louise engagiert wurde, ging auf ihre Vermittlung zurück.
Während dieser Zeit schuf Constance Mayer viele Werke, deren Zuordnung sich auch heute noch als schwierig erweist. Viele dieser Bilder wurden unter dem Namen „Prud’hon“ verkauft, um dadurch einen höheren Preis zu erzielen.
Als Prud’hon von der Sorbonne eine Wohnung mit Atelier zur Verfügung gestellt wurde, sorgte er dafür, dass auch sie im selben Stockwerk eine Wohnung (ebenfalls mit Atelier) zugewiesen bekam.
Es ist sicher nicht mehr zu klären, warum Constance Mayer Selbstmord beging. Am 26. Mai 1821 gegen 11:00 Uhr verabschiedete sie sich von ihrer Schülerin Sophie Duprat und schnitt sich kurze Zeit darauf in ihrem Atelier die Kehle durch. Zeitgenössische Gerüchte sprachen von künstlerischen Selbstzweifeln, aber auch von einem nicht eingehaltenen Heiratsversprechen Prud’hons.
Im darauffolgenden Jahr zeigte Prud’hon in der Ausstellung des Pariser Salons eine umfassende Ausstellung ihres künstlerischen Schaffens.

## Werke
- Der Traum vom Glück (1819)